# Deva (hinduisme)
|  | For alternative betydninger, se Deva (flertydig) |
Deva (देव på devanagari) er sanskrit for "guddom". Det kan i forskellige kontekster blive fortolket som gud, ånd, semi-gud, helligt væsen, guddom eller ethvert højerestående overnaturligt væsen. De står i modsætning til de normalt dæmoniske asuraer.

## Ordet deva
Deva, hunkøn: 'devi', betyder i sanskrit "gud" eller "engel". I det med sanskrit beslægtede iranske sprog avestisk finder man ordet "daeva", men da iranerne dyrkede zarathustrianisme betyder dette "djævel". I moderne hindi bruges ordet "devatā".[kilde mangler]

## Vigtige deva'er

### Vedaperioden
I vedaperioden findes[kilde mangler]
- Agni
- Indra
- Varuna
- devi'en Lakshmi

### Senere hinduisme
I senere former af hinduisme kaldes vigtige figurer "mahadeva" eller "storgud", fx:
- Vishnu
- Ganesha
- Shiva – ofte simpelthen kaldt "Mahadeva"

## Eksterne links
- http://www.shaivam.org/shpvediy.htm Arkiveret 11. oktober 2008 hos  Wayback Machine
- http://www.veda.harekrsna.cz/encyclopedia/demigods.htm Arkiveret 28. september 2008 hos  Wayback Machine Forklaring på forskellige devaer
- Hinduisme: Gud og guder Arkiveret 9. oktober 2008 hos  Wayback Machine